# Юмашевский сельсовет (Чекмагушевский район)
Юмашевский сельсовет — муниципальное образование в Чекмагушевском районе Башкортостана.
Согласно «Закону о границах, статусе и административных центрах муниципальных образований в Республике Башкортостан» имеет статус сельского поселения.

## Состав
с. Юмашево,
с. Новосеменкино,
с. Уйбулатово,
с. Караталово,
с. Новопучкаково,
с. Митро-Аюповское,
с. Староузмяшево,
с. Старопучкаково,
д. Макаровка.

## Население
| 2002  | 2009  | 2010  | 2012  | 2013  | 2014  | 2015  |
| ----- | ----- | ----- | ----- | ----- | ----- | ----- |
| 1658  | ↗2795 | ↘2543 | ↘2515 | ↗2534 | ↘2473 | ↘2424 |
| 2016  | 2017  | 2018  |       |       |       |       |
| ↘2398 | ↘2362 | ↘2318 |       |       |       |       |